# صامويل أوفوري (لاعب كرة قدم مواليد 1996)
صامويل أوفوري، لاعب كرة قدم غاني، يلعب في نادي النور السعودي.

## روابط خارجية
- صامويل أوفوري (لاعب كرة قدم مواليد 1996) على موقع GSA (الإنجليزية)